# クラーク (フリゲート)
| USS Clark FFG-11 |                                                                           |
| 艦歴             |                                                                           |
| 発注:            | 1976年2月27日                                                             |
| 起工:            | 1978年7月17日                                                             |
| 進水:            | 1979年3月24日                                                             |
| 就役:            | 1980年5月9日                                                              |
| 退役:            | 2000年3月15日                                                             |
| 除籍:            | 2000年3月15日                                                             |
| その後:          | ポーランド海軍へ移管                                                      |
| 要目             |                                                                           |
| 排水量           | 基準：3,159t                                                              |
| 排水量           | 満載：4,057t                                                              |
| 全長             | 445 ft (136 m)                                                            |
| 全幅             | 45.4 ft (13.8 m)                                                          |
| 吃水             | 22 ft (6.7 m)                                                             |
| 機関             | COGAG方式                                                                 |
| 機関             | LM2500-30 ガスタービンエンジン（20,500shp）×2基                           |
| 機関             | 可変ピッチプロペラ（5翔）×1軸                                             |
| 機関             | 非常用旋回式スラスター（350hp）×2基                                       |
| 最大速           | 29ノット以上                                                              |
| 航続距離         | 4,500海里（20ノット巡航時）                                               |
| 乗員             | 206名（士官13名）                                                         |
| 兵装             | Mk.75 76mm単装速射砲×1基                                                  |
| 兵装             | Mk.38 25mm単装機関砲×2基                                                  |
| 兵装             | Mk.15 20mm CIWS×1基                                                       |
| 兵装             | M2 12.7mm単装機銃×4基                                                     |
| 兵装             | Mk.13 Mod.4 ミサイル単装発射機×1基 *SM-1MR SAM *ハープーン SSM を発射可能 |
| 兵装             | Mk.32 Mod.7 3連装短魚雷発射管×2基                                         |
| 艦載機           | SH-2F シースプライト LAMPS ヘリコプター×1機 ※さらに1機搭載可能            |
| C4ISTAR          | NTDS（JTDS+リンク 11/14）                                                 |
| C4ISTAR          | Mk.92 FCS（SM-1MR、76mm砲用）                                             |
| C4ISTAR          | AN/SQQ-89 ASWCS                                                           |
| センサ           | AN/SPS-49対空捜索レーダー                                                 |
| センサ           | AN/SPS-55対水上捜索レーダー                                               |
| センサ           | AN/SQS-56船底装備ソナー                                                   |
| センサ           | AN/SQR-19曳航ソナー                                                       |
| 電子戦           | AN/SLQ-32(V)2 ESM装置                                                     |
| 電子戦           | Mk.36 デコイ発射装置                                                      |
| モットー:        |                                                                           |

クラーク (英語: USS Clark, FFG-11) は、アメリカ海軍のミサイルフリゲート。オリバー・ハザード・ペリー級ミサイルフリゲートの5番艦。艦名はジョゼフ・J・クラーク提督に因む。

## 艦歴
クラークは1976年2月27日にFY76プログラムの一部としてメイン州のバス鉄工所に建造発注され、1978年7月17日に起工する。1979年3月24日に進水し、1980年5月9日に就役した。
クラークは2000年3月15日に退役し、同日除籍の上ポーランド海軍に移管された。艦名はアメリカ独立戦争に参加したポーランド軍人、カジミェシュ・プワスキに因んでゲネラウ・カジミェシュ・プワスキ(ポーランド語:ORP Generał Kazimierz Pułaskiゲネーラウ・カジーミェシュ・プワースキ)と改名された。
2008年8月、ゲネラウ・カジミェシュ・プワスキはドイツ海軍のブレーメン級リューベック、スペイン海軍のアルバロ・デ・バサン級アルミランテ・ファン・デ・ボルボーン、アメリカ海軍のO.H.ペリー級テイラーのNATO所属艦艇と共に、黒海での演習のためにボスポラス海峡を通過した。これらは2007年10月時点で既に予定されていた演習だが、南オセチア紛争の当事者であるロシアが情勢への影響に対して懸念を表明した。2013年には、ポーランド海軍と米政府の間に、本艦の近代化工事の契約が締結された。約3,400万ドルで各種電子機器や情報処理システム、主機のオーバーホールと更新を行い、2025年までの運用を可能にする予定である。